# Livesport Superliga 2020/2021
Livesport Superliga 2020/2021 byla 28. ročníkem nejvyšší mužské florbalové soutěže v Česku. Novým titulárním sponzorem soutěže se od tohoto ročníku stala společnost Livesport.
Základní část soutěže hrálo 14 týmů dvakrát každý s každým od 12. září 2020 do 7. března 2021. Do play-off postoupilo prvních osm týmů. Poslední čtyři týmy měly hrát play-down o sestup.
Vítězem ročníku se podruhé stal tým Předvýběr.CZ Florbal MB po porážce obhájce titulu ze sezóny 2018/2019, týmu 1. SC TEMPISH Vítkovice, v superfinále. Tyto dva týmy se střetly o titul potřetí v řadě.
Z důvodu předčasného ukončení předchozího ročníku soutěže žádný tým nesestoupil ani nepostoupil. Tento ročník tak hrály stejné týmy jako předchozí.
Pro pokračující pandemii covidu-19 v Česku byla rozšířena pravidla fungování soutěže. Ta mimo jiné umožnila prodloužit sezónu až do 30. června 2021, aby mohla být dohrána, i pokud dojde ke zdržení. Umožnila také určit postupující a sestupující i v případě, že sezóna není dohrána do konce, ale je odehráno alespoň 50 % zápasů základní části.
Prezidentský pohár pro vítěze základní části sezóny získal popáté v řadě tým Předvýběr.CZ Florbal MB. Boleslav tak vyrovnala rekord Tatranu Střešovice ze sezón 2009/2010 až 2013/2014. Další rekord základní části Boleslav vytvořila 25 vítězstvími v řadě. Boleslavský Jiří Curney překonal historický rekord Milana Fridricha 95 gólů v play-off. Black Angels se ve své druhé superligové sezóně poprvé probojovali do play-off.
Z důvodu překročení dříve stanovených termínů pro dohrání pozastavené sezóny 1. ligy pro pokračující pandemii, bylo 16. března, před zahájením nadstaveb, rozhodnuto, že v tomto ročníku opět žádný tým do Superligy nepostoupí a tedy ani z ní nesestoupí. Na základě tohoto rozhodnutí bylo zrušeno play-down.

## Základní část
V základní části se všechny týmy dvakrát utkaly každý s každým.
Již od začátku sezóny byly některé zápasy základní části odkládány z důvodu karantén jednotlivých týmů. Od 12. října 2020 byly všechny soutěže rozhodnutím vlády přerušeny. Po dobu přerušení soutěží přestoupily desítky hráčů dočasně do zahraničních soutěží, do zemí, kde se stále hrálo, zejména do Švédska. Zápasy Superligy, jako první florbalové soutěže, byly obnoveny od 16. listopadu díky výjimce ministerstva zdravotnictví. Pro snížení nákladů na povinné testování na covid-19 před zápasy a pro umožnění dohrání odložených zápasů byl rozpis soutěže změněn na víkendová dvoukola. Zápasy se hrály bez diváků.
Po skončení základní části postoupilo prvních osm týmů do play-off. Poslední čtyři týmy základní části (11. až 14. místo) se spolu měly utkat v play-down.
| Poř. | Tým                          | Z  | V  | VP | PP | P  | VG  | OG  | B  |
| ---- | ---------------------------- | -- | -- | -- | -- | -- | --- | --- | -- |
| 1.   | Předvýběr.CZ Florbal MB      | 26 | 23 | 2  | 0  | 1  | 214 | 89  | 73 |
| 2.   | 1. SC TEMPISH Vítkovice      | 26 | 22 | 0  | 1  | 3  | 220 | 122 | 67 |
| 3.   | FbŠ Bohemians                | 26 | 16 | 2  | 1  | 7  | 201 | 142 | 53 |
| 4.   | Tatran Teka Střešovice       | 26 | 16 | 1  | 2  | 7  | 187 | 115 | 52 |
| 5.   | FAT PIPE Florbal Chodov      | 26 | 15 | 1  | 1  | 9  | 177 | 155 | 48 |
| 6.   | ACEMA Sparta Praha           | 26 | 14 | 3  | 0  | 9  | 158 | 134 | 48 |
| 7.   | FBC ČPP Ostrava              | 26 | 12 | 2  | 2  | 10 | 141 | 144 | 42 |
| 8.   | Black Angels                 | 26 | 10 | 3  | 1  | 12 | 159 | 177 | 37 |
| 9.   | FBC Liberec                  | 26 | 10 | 3  | 0  | 13 | 143 | 156 | 36 |
| 10.  | FBC 4CLEAN Česká Lípa        | 26 | 7  | 3  | 0  | 16 | 150 | 212 | 27 |
| 11.  | Sokoli Pardubice             | 26 | 6  | 1  | 2  | 17 | 140 | 213 | 22 |
| 12.  | FBŠ Hummel Hattrick Brno     | 26 | 4  | 0  | 6  | 16 | 104 | 158 | 18 |
| 13.  | TJ Sokol Královské Vinohrady | 26 | 3  | 1  | 3  | 19 | 119 | 197 | 14 |
| 14.  | Hu-Fa Panthers Otrokovice    | 26 | 2  | 0  | 3  | 21 | 93  | 192 | 9  |

O pořadí na 5. a 6. místě rozhodla bilance vzájemných zápasů.

## Play-off
Po základní části a jednotlivých kolech nadstaveb byly vloženy 14 denní ochranné lhůty, aby mohly být dohrány zápasy odložené kvůli případným karanténám týmů. Ochranné lhůty po základní části a po čtvrtfinále nebyly využity.
První tři týmy po základní části si 7. března 2021, hned po skončení posledního kola základní části, postupně zvolily soupeře pro čtvrtfinále z druhé čtveřice. Posunuté čtvrtfinále se hrálo od 27. března do 7. dubna.
Nejlépe umístěný tým v základní části z postupujících do semifinále (Předvýběr.CZ Florbal MB) si 9. dubna zvolil ze dvou nejhůře umístěných postupujících za soupeře tým FAT PIPE Florbal Chodov. Semifinále se hrálo od 1. do 9. května.
O mistru Superligy rozhodl jeden zápas tzv. superfinále 12. června 2021 mezi týmy Předvýběr.CZ Florbal MB a 1. SC TEMPISH Vítkovice. Oba týmy prošly v play-off do finále bez jediné prohry. Vzhledem k epidemiologické situaci byl finálový zápas přesunut z původně plánované O2 arény do UNYP Areny. Finále bylo od října 2020 prvním zápasem ligy, který mohl sledovat omezený počet 525 diváků.
Kontroverzní rozhodnutí rozhodčích ve finálovém zápase vyvolalo diskuzi o formátu finále ligy.

### Pavouk
|  | Čtvrtfinále (na zápasy) | Čtvrtfinále (na zápasy) |                         |   | Semifinále (na zápasy) | Semifinále (na zápasy) |  |  | Superfinále (skóre) | Superfinále (skóre) |
|  |                         |                         |                         |   |                        |                        |  |  |                     |                     |
|  |                         |                         |                         |   |                        |                        |  |  |                     |                     |
|  | Předvýběr.CZ Florbal MB | 4                       |                         |   |                        |                        |  |  |                     |                     |
|  | Předvýběr.CZ Florbal MB | 4                       |                         |   |                        |                        |  |  |                     |                     |
|  | Black Angels            | 0                       |                         |   |                        |                        |  |  |                     |                     |
|  | Black Angels            | 0                       | Předvýběr.CZ Florbal MB | 4 |                        |                        |  |  |                     |                     |
|  |                         |                         | Předvýběr.CZ Florbal MB | 4 |                        |                        |  |  |                     |                     |
|  |                         | FAT PIPE Florbal Chodov | 0                       |   |                        |                        |  |  |                     |                     |
|  | FbŠ Bohemians           | FAT PIPE Florbal Chodov | 0                       | 2 |                        |                        |  |  |                     |                     |
|  | FbŠ Bohemians           |                         |                         | 2 |                        |                        |  |  |                     |                     |
|  | FAT PIPE Florbal Chodov | 4                       |                         |   |                        |                        |  |  |                     |                     |
|  | FAT PIPE Florbal Chodov | 4                       | Předvýběr.CZ Florbal MB | 6 |                        |                        |  |  |                     |                     |
|  |                         |                         | Předvýběr.CZ Florbal MB | 6 |                        |                        |  |  |                     |                     |
|  |                         | 1. SC TEMPISH Vítkovice | 3                       |   |                        |                        |  |  |                     |                     |
|  | 1. SC TEMPISH Vítkovice | 1. SC TEMPISH Vítkovice | 3                       | 4 |                        |                        |  |  |                     |                     |
|  | 1. SC TEMPISH Vítkovice |                         |                         | 4 |                        |                        |  |  |                     |                     |
|  | FBC ČPP Ostrava         | 0                       |                         |   |                        |                        |  |  |                     |                     |
|  | FBC ČPP Ostrava         | 0                       | 1. SC TEMPISH Vítkovice | 4 |                        |                        |  |  |                     |                     |
|  |                         |                         | 1. SC TEMPISH Vítkovice | 4 |                        |                        |  |  |                     |                     |
|  |                         | ACEMA Sparta Praha      | 0                       |   |                        |                        |  |  |                     |                     |
|  | Tatran Teka Střešovice  | ACEMA Sparta Praha      | 0                       | 2 |                        |                        |  |  |                     |                     |
|  | Tatran Teka Střešovice  |                         |                         | 2 |                        |                        |  |  |                     |                     |
|  | ACEMA Sparta Praha      | 4                       |                         |   |                        |                        |  |  |                     |                     |
|  | ACEMA Sparta Praha      | 4                       |                         |   |                        |                        |  |  |                     |                     |

### Čtvrtfinále
Předvýběr.CZ Florbal MB – Black Angels 4 : 0 na zápasy – Zpráva
- 27. 3. 2021 15:00, Boleslav – Angels 16 : 61 (4:0, 5:3, 7:3)
- 28. 3. 2021 14:30, Boleslav – Angels 19 : 51 (3:2, 3:1, 3:2)
- 02. 4. 2021 18:00, Angels – Boleslav 14 : 91 (3:3, 1:2, 0:4)
- 03. 4. 2021 18:00, Angels – Boleslav 13 : 10 (2:4, 0:6, 1:0)

1. SC TEMPISH Vítkovice – FBC ČPP Ostrava 4 : 0 na zápasy – Zpráva
- 27. 3. 2021 18:00, Vítkovice – Ostrava 7 : 41 (3:1, 2:1, 2:2)
- 28. 3. 2021 16:00, Vítkovice – Ostrava 6 : 01 (2:0, 3:0, 1:0)
- 01. 4. 2021 17:00, Ostrava – Vítkovice 3 : 11 (1:1, 0:3, 2:7)
- 03. 4. 2021 17:00, Ostrava – Vítkovice 4 : 91 (3:5, 0:1, 1:3)

FbŠ Bohemians – FAT PIPE Florbal Chodov 2 : 4 na zápasy – Zpráva
- 27. 3. 2021 20:00, Bohemians – Chodov 15 : 9 (3:3, 2:3, 0:3)
- 28. 3. 2021 18:00, Bohemians – Chodov 18 : 5 (1:3, 2:1, 5:1)
- 02. 4. 2021 18:30, Chodov – Bohemians 10 : 9 pn (4:3, 2:4, 3:2, 0:0)
- 03. 4. 2021 18:33, Chodov – Bohemians 15 : 4 (3:0, 1:1, 1:3)
- 05. 4. 2021 17:10, Bohemians – Chodov 18 : 6 (5:0, 2:5, 1:1)
- 07. 4. 2021 19:00, Chodov – Bohemians 17 : 3 (2:1, 2:1, 3:1)

Tatran Teka Střešovice – ACEMA Sparta Praha 2 : 4 na zápasy – Zpráva
- 27. 3. 2021 17:00, Tatran – Sparta 5 : 7 (1:2, 2:1, 2:4)
- 28. 3. 2021 17:00, Tatran – Sparta 6 : 4 (1:0, 2:0, 3:4)
- 02. 4. 2021 20:31, Sparta – Tatran 5 : 3 (2:2, 2:0, 1:1)
- 03. 4. 2021 19:03, Sparta – Tatran 5 : 4 pn (1:0, 3:4, 0:0, 0:0)
- 05. 4. 2021 17:00, Tatran – Sparta 5 : 3 (2:1, 0:0, 3:2)
- 07. 4. 2021 18:01, Sparta – Tatran 9 : 5 (3:0, 4:0, 2:5)

### Semifinále
Předvýběr.CZ Florbal MB – FAT PIPE Florbal Chodov 4 : 0 na zápasy – Zpráva
- 2. 5. 2021 16:00, Boleslav – Chodov 18 : 5 (0:3, 3:1, 5:1)
- 3. 5. 2021 17:00, Boleslav – Chodov 11 : 5 (4:3, 1:1, 6:1)
- 8. 5. 2021 16:00, Chodov – Boleslav 14 : 5p (2:2, 0:1, 2:1, 0:1)
- 9. 5. 2021 18:00, Chodov – Boleslav 12 : 7 (1:2, 1:2, 0:3)

1. SC TEMPISH Vítkovice – ACEMA Sparta Praha 4 : 0 na zápasy – Zpráva
- 1. 5. 2021 16:00, Vítkovice – Sparta 7 : 6 (5:1, 1:2, 1:3)
- 2. 5. 2021 20:00, Vítkovice – Sparta 6 : 4 (1:1, 2:1, 3:2)
- 8. 5. 2021 20:12, Sparta – Vítkovice 7 : 8pn (2:3, 2:2, 3:2, 0:0)
- 9. 5. 2021 18:00, Sparta – Vítkovice 5 : 7 (2:1, 2:4, 1:2)

### Finále
12. 6. 2021 18:00, Předvýběr.CZ Florbal MB – 1. SC TEMPISH Vítkovice 6 : 3 (2:2, 0:1, 4:0) – Zpráva

## Play-down
Play-down se mělo hrát od 27. března 2021. První kolo play-down měly hrát 11. s 14. a 12. s 13. týmem po základní části.
Již během sezóny bylo rozhodnuto, že pro dohrání pozastavené sezóny 1. ligy je nutné ji obnovit do poloviny března. Protože pro pokračující pandemii covidu-19 v Česku nebyla 1. liga do tohoto termínu obnovena, nebylo tedy možné určit postupující. Proto bylo 16. března Výkonným výborem Českého florbalu rozhodnuto, že v tomto ročníku, stejně jako v minulém, žádný tým do Superligy nepostoupí. A tedy ani žádný ze Superligy nesestoupí a play-down tedy nebude nutné odehrát.

### Pavouk
|  | 1. kolo (na zápasy)          | 1. kolo (na zápasy) |   |   | 2. kolo (na zápasy) | 2. kolo (na zápasy) |
|  |                              |                     |   |   |                     |                     |
|  |                              |                     |   |   |                     |                     |
|  | Sokoli Pardubice             | —                   |   |   |                     |                     |
|  | Sokoli Pardubice             | —                   |   |   |                     |                     |
|  | Hu-Fa Panthers Otrokovice    | —                   |   |   |                     |                     |
|  | Hu-Fa Panthers Otrokovice    | —                   | — | — |                     |                     |
|  |                              |                     | — | — |                     |                     |
|  |                              | —                   | — |   |                     |                     |
|  | FBŠ Hummel Hattrick Brno     | —                   | — | — |                     |                     |
|  | FBŠ Hummel Hattrick Brno     |                     |   | — |                     |                     |
|  | TJ Sokol Královské Vinohrady | —                   |   |   |                     |                     |

## Konečné pořadí
| Pořadí           | Tým                          |
| ---------------- | ---------------------------- |
| Zlatá medaile    | Předvýběr.CZ Florbal MB      |
| Stříbrná medaile | 1. SC TEMPISH Vítkovice      |
| Bronzová medaile | FAT PIPE Florbal Chodov      |
| 4.               | ACEMA Sparta Praha           |
| 5.               | FbŠ Bohemians                |
| 6.               | Tatran Teka Střešovice       |
| 7.               | FBC ČPP Ostrava              |
| 8.               | Black Angels                 |
| 9.               | FBC Liberec                  |
| 10.              | FBC 4CLEAN Česká Lípa        |
| 11.              | Sokoli Pardubice             |
| 12.              | FBŠ Hummel Hattrick Brno     |
| 13.              | TJ Sokol Královské Vinohrady |
| 14.              | Hu-Fa Panthers Otrokovice    |

## Nejužitečnější hráči
Nejužitečnějšími hráči Superligy byli zvoleni:
1. Adam Delong (1. SC TEMPISH Vítkovice)
2. Filip Langer (Tatran Teka Střešovice)
3. Milan Tomašík (Předvýběr.CZ Florbal MB)